# Краков-Мыдльники-Вапенник
Краков-Мыдльники-Вапенник (пол. Kraków Mydlniki-Wapiennik) — остановочный пункт в микрорайоне Мыдльники города Кракова, в Малопольском воеводстве Польши. Бывшая промежуточная станция. Имеет 2 платформы и 2 пути.
Товарно-пассажирская станция Мыдльники была построена в 1847 году на железнодорожной линии Домброва-Гурнича Зомбковице — Явожно-Щакова — Тшебиня — Краков. Остановочный пункт с 1938 года. 
Названия изменились: Мыдльники (польск. Mydlniki) с 1852 года, Мыдльники-Вапенник (польск. Mydlniki-Wapiennik) с 1947 года, нынешнее название с 1948 года.